# Quasipaa boulengeri
Espèce
Synonymes
- Rana boulengeri Günther, 1889
- Paa boulengeri (Günther, 1889)
- Nanorana boulengeri (Günther, 1889)
- Rana tibetana Boulenger, 1917
- Rana robertingeri Wu & Zhao, 1995
- Paa robertingeri (Wu & Zhao, 1995)
- Nanorana robertingeri (Wu & Zhao, 1995)
- Quasipaa robertingeri (Wu & Zhao, 1995)

Statut de conservation UICN

 EN A2acd : En danger
Quasipaa boulengeri est une espèce d'amphibiens de la famille des Dicroglossidae.

## Répartition
Cette espèce est endémique du centre et le sud de la Chine. Elle se rencontre entre 300 et 1 900 m d'altitude.
Sa présence est incertaine au Viêt Nam.

## Étymologie
Cette espèce est nommée en l'honneur de George Albert Boulenger, zoologiste britannique d'origine belge.

## Publication originale
- Günther, 1889 : Third contribution to our knowledge of reptiles and fishes from the upper Yangtze-Kiang. Annals and Magazine of Natural History, sér. 6, vol. 4, p. 218-229 (texte intégral).